# 1685
| 1685               |
| ------------------ |
| Dødsfald - Fødsler |
| • Begivenheder     |

| Gregoriansk kalender | 1685 MDCLXXXV           |
| Ab urbe condita      | 2438                    |
| Armensk kalender     | 1134 ԹՎ ՌՃԼԴ            |
| Kinesiske kalender   | 4381 – 4382 甲子 – 乙丑 |
| Etiopisk kalender    | 1677 – 1678             |
| Jødisk kalender      | 5445 – 5446             |
| Hindukalendere       |                         |
| - Vikram Samvat      | 1740 – 1741             |
| - Shaka Samvat       | 1607 – 1608             |
| - Kali Yuga          | 4786 – 4787             |
| Iransk kalender      | 1063 – 1064             |
| Islamisk kalender    | 1096 – 1097             |

Konge i Danmark: Christian 5. 1670-1699
Se også 1685 (tal)

## Begivenheder
- Forordning imod "Misbrug og underslæb" med postbreve
- Leonora Christina Ulfeldt bliver løsladt fra Blåtårn
- 18. oktober - Ludvig 14. af Frankrig omstøder det såkaldte Nantes-edikt, som blev udstedt af Henrik 4. i 1598, og som tillod den protestantiske del af befolkningen, huguenotterne, at udøve deres religion
- 8. december - Christian Gyldenløve får bestalling på postvæsenet i Danmark

## Født
- 23. februar Georg Friedrich Händel, tysk/engelsk komponist; han dør i 1759
- 21. marts – Johann Sebastian Bach
- 26. oktober – Domenico Scarlatti, italiensk komponist.
- 8. december – Johann Maria Farina, opfinder Eau de Cologne

## Dødsfald
- 20. februar – Sophie Amalie af Braunschweig-Lüneburg, dansk dronning (født 1628).
- 18. marts - Niels Jørgensen Seerup, dansk rektor og præst (født 1621).